# 관징
관징(琯澄, 1582년~1685년)은 조선의 승려이다.

## 생애
1594년에 출가해 구족계(具足戒)를 받고 전국을 돌며, 정혜(定慧), 의눌(義訥), 지안(志安), 대적(大寂) 등에게서 경을 배웠다.
1613년부터는 경기도 안성 칠현산 칠장사(七長寺) 등에서 강석을 열었다. 그의 강석에는 언제나 수백의 승도(僧徒)가 모였다. 경전뿐만 아니라 외전(外典)과 시문(詩文)에도 조예가 깊다고 알려졌으며 소문났었으며, 1685년에 칠장사 내 명적암(明寂庵)에서 입적했다.